# Терес I
Терес I (д/н — 448/445 до н. е.) — 1-й володар Одриського царства в 478—448/445 роках до н. е.

## Життєпис
Походив з роду вождів племені одрисів. Є згадки, що Терес начебто народився у 540 році до н. е., але це видається сумнівним. Втім можливо вже народився до 516 року до н. е., коли перський цар Дарій I встановив зверхність над значною частиною Фракії, зокрема зверхність персів визнали одрисів. Вже напевне Терес був вождем одрисів під часпоходу Мардонія у 492 році до н. е., коли Терес підтвердив залежність від Перської імперії.
Тривалий час Терес зберігав вірність Персії, водночас збільшуючи свою політичну та військову потугу. У 479 році до н. е. після поразок перської армії та флоту при Платеях і мікале відповідно від греків, Терес взяв курс на здобуття самостійності, щой відбулося близько 478 року до н. е. Того ж року здійснив похід проти племені фінінів на півострові Херсонес Фракійський, але зазнавпоразки. У 465 році підкорив землі між містами Салмідес (на узбережжі Чорного моря) та Візантій. Терес I вів тривалі війні з іншими фракійськими племенами. Загалом ним було підкорено 40 таких племен, об'єднавши Східну Фракію. Ймовірно діяв в союзі зі скіфським царем Аріапейтом, за якого Терес видав свою доньку.
У 448 або 445 році до н. е. загинув під час походу проти фракійського племені трибаллів. Владу успадкували сини Спарадок і Сіталк. У 2004 році біля міста Шипка знайдена чудова золота маска, яка вважається належала Тересу I (можливо була його посмертною маскою).